# Nobody’s Perfect (Lied)
Nobody’s Perfect ist ein Lied der britischen Popsängerin Jessie J. Es wurde im Februar 2011 aus ihrem Debütalbum Who You Are (2011) als vierte Single veröffentlicht. Das Lied wurde von Jessie J, Claude Kelly und Andre Brissett geschrieben und vom letzteren produziert.

## Hintergrund
Nobody’s Perfect ist musikalisch als ein R&B-Lied zu sehen. Am 15. April 2011 erklärte Jessie J in einem Interview mit Digital Spy, dass Nobody’s Perfect als dritte Single aus ihrem Debütalbum, nach den Hits Price Tag mit B.o.B (2011) und Do It Like a Dude (2010), veröffentlicht wird. Jessie J beschreibt Nobody’s Perfect als eines ihrer Lieblingslieder aus ihrem Album. MTV gab bekannt, dass die Single vorerst nur im Vereinigten Königreich veröffentlicht wird. In einem Interview mit The Sun sagte Jessie:

„Es ist eines meiner besten Lieder... Jedes Mal wenn ich dieses Lied singe, erinnere ich mich an den Moment, als ich es schrieb.“

 Das Interview wurde am 20. April im britischen Radiosender von BBC ausgestrahlt. Nobody’s Perfect wurde in den Santisound Studios in Los Angeles, Kalifornien aufgenommen.

## Musikvideo
Das Musikvideo hatte seine Premiere am 14. April 2011 im Vereinigten Königreich auf Jessie Js Vevo-Kanal. Es wurde in Anlehnung an Alice im Wunderland gedreht, somit nimmt das Musikvideo Bezug auf den Film und weitere Märchen.

## Rezeption

### Chartplatzierungen
In Deutschland erreichte die Single bei ihrer Erstveröffentlichung zunächst Platz 48. Im November 2012 gelang ihr nach der Interpretation durch eine Kandidatin während der Casting-Show The Voice of Germany der Wiedereinstieg und mit Platz 40 seine bislang beste Chartnotierung. Darüber hinaus erreichte die Single Rang neun im Vereinigten Königreich, Rang 14 in Irland, Rang 33 in Österreich sowie Rang 71 in der Schweiz.
| ChartsChartplatzierungen     | Höchstplatzierung | Wochen |
| ---------------------------- | ----------------- | ------ |
| Deutschland (GfK)            | 40 (9 Wo.)        | 9      |
| Österreich (Ö3)              | 33 (2 Wo.)        | 2      |
| Schweiz (IFPI)               | 71 (1 Wo.)        | 1      |
| Vereinigtes Königreich (OCC) | 9 (25 Wo.)        | 25     |

| ChartsJahrescharts (2011)    | Platzierung |
| ---------------------------- | ----------- |
| Vereinigtes Königreich (OCC) | 56          |

### Auszeichnungen für Musikverkäufe
| Land/Region                  | Auszeichnungen für Musikverkäufe (Land/Region, Auszeichnung, Verkäufe) | Verkäufe |
| ---------------------------- | ---------------------------------------------------------------------- | -------- |
| Australien (ARIA)            | 2× Platin                                                              | 140.000  |
| Brasilien (PMB)              | Platin                                                                 | 60.000   |
| Neuseeland (RMNZ)            | Gold                                                                   | 7.500    |
| Vereinigtes Königreich (BPI) | Gold                                                                   | 400.000  |
| Insgesamt                    | 2× Gold · 3× Platin ·                                                  | 607.500  |

Hauptartikel: Jessie J/Auszeichnungen für Musikverkäufe